# Je me suis fait tout petit
Je me suis fait tout petit é um filme francês de 2012 dirigido e escrito por Cécilia Rouaud.

## Sinopse
Yvan (Denis Menochet) foi abandonado por sua mulher e suas duas filhas adolescentes preferiram ir morar com sua irmã, Ariane. Quando estava prestes a partir, ele conhece a jovial Emmanuelle (Vanessa Paradis) e Léo, um menino que sua mulher teve com outro homem. Yvan então decide mudar seus planos.

## Elenco

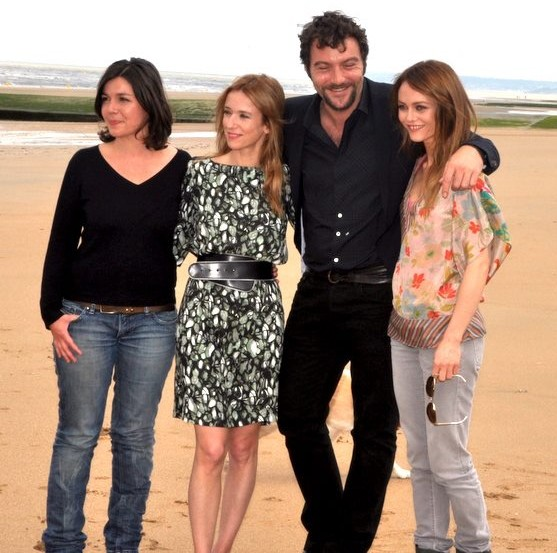
Cécilia Rouaud, Léa Drucker, Denis Menochet e Vanessa Paradis no Festival de Cabourg em junho de 2012.

| Ator             | Papel        |
| ---------------- | ------------ |
| Vanessa Paradis  | Emmanuelle   |
| Denis Menochet   | Yvan Le Doze |
| Léa Drucker      | Ariane       |
| Laurent Lucas    | Luc          |
| Valérie Karsenti | Claire       |